# Litvánia a 2014. évi téli olimpiai játékokon
Litvánia az oroszországi Szocsiban megrendezett 2014. évi téli olimpiai játékok egyik részt vevő nemzete volt. Az országot az olimpián 5 sportágban 9 sportoló képviselte, akik érmet nem szereztek.

## Alpesisí
Férfi
| Versenyző      | Versenyszám      | 1. futam      | 1. futam      | 2. futam | 2. futam | Összesítés | Összesítés |
| Versenyző      | Versenyszám      | Idő           | Hely.         | Idő      | Hely.    | Idő        | Helyezés   |
| -------------- | ---------------- | ------------- | ------------- | -------- | -------- | ---------- | ---------- |
| Rokas Zaveckas | Műlesiklás       | nem ért célba | nem ért célba | kiesett  | kiesett  | kiesett    | kiesett    |
| Rokas Zaveckas | Óriás-műlesiklás | 1:36,06       | 70.           | 1:36,98  | 62.      | 3:13,04    | 63.        |

Női
| Versenyző           | Versenyszám      | 1. futam      | 1. futam      | 2. futam      | 2. futam      | Összesítés | Összesítés |
| Versenyző           | Versenyszám      | Idő           | Hely.         | Idő           | Hely.         | Idő        | Helyezés   |
| ------------------- | ---------------- | ------------- | ------------- | ------------- | ------------- | ---------- | ---------- |
| Ieva Januškevičiūtė | Műlesiklás       | nem ért célba | nem ért célba | kiesett       | kiesett       | kiesett    | kiesett    |
| Ieva Januškevičiūtė | Óriás-műlesiklás | 1:36,79       | 71.           | nem ért célba | nem ért célba | kiesett    | kiesett    |

## Biatlon
Férfi
| Versenyző      | Versenyszám           | Időeredmény | Lövőhiba    | Helyezés |
| -------------- | --------------------- | ----------- | ----------- | -------- |
| Tomas Kaukėnas | 10 km sprint          | 26,26,2     | 2 (0+2)     | 48.      |
| Tomas Kaukėnas | 12,5 km üldözőverseny | 36:49,8     | 3 (1+0+0+2) | 40.      |
| Tomas Kaukėnas | 20 km egyéni          | 52:38,9     | 3 (0+0+0+3) | 23.      |

Női
| Versenyző           | Versenyszám         | Időeredmény | Lövőhiba    | Helyezés |
| ------------------- | ------------------- | ----------- | ----------- | -------- |
| Diana Rasimovičiūtė | 7,5 km sprint       | 23,18,6     | 2 (1+1)     | 51.      |
| Diana Rasimovičiūtė | 10 km üldözőverseny | 34:07,1     | 2 (0+0+0+2) | 43.      |
| Diana Rasimovičiūtė | 15 km egyéni        | 49:32,5     | 3 (1+1+0+1) | 42.      |

## Műkorcsolya
| Versenyző                           | Versenyszám | Eredeti (original) tánc | Eredeti (original) tánc | Kűr   | Kűr   | Összesítés | Összesítés |
| Versenyző                           | Versenyszám | Pont                    | Hely.                   | Pont  | Hely. | Pont       | Helyezés   |
| ----------------------------------- | ----------- | ----------------------- | ----------------------- | ----- | ----- | ---------- | ---------- |
| Isabella Tobias Deividas Stagniūnas | Jégtánc     | 56,40                   | 17.                     | 82,60 | 18.   | 139,00     | 17.        |

## Rövidpályás gyorskorcsolya
Női
| Versenyző       | Versenyszám | Előfutam | Előfutam | Negyeddöntő | Negyeddöntő | Elődöntő | Elődöntő | B döntő | B döntő | Döntő   | Döntő   | Helyezés    |
| Versenyző       | Versenyszám | Idő      | Hely.    | Idő         | Hely.       | Idő      | Hely.    | Idő     | Hely.   | Idő     | Hely.   | Helyezés    |
| --------------- | ----------- | -------- | -------- | ----------- | ----------- | -------- | -------- | ------- | ------- | ------- | ------- | ----------- |
| Agnė Sereikaitė | 500 m       | 45,356   | 3.       | kiesett     | kiesett     | kiesett  | kiesett  | kiesett | kiesett | kiesett | kiesett | 24.         |
| Agnė Sereikaitė | 1000 m      | büntetés | büntetés | kiesett     | kiesett     | kiesett  | kiesett  | kiesett | kiesett | kiesett | kiesett | helyezetlen |
| Agnė Sereikaitė | 1500 m      | 2:21,900 | 3.       |             |             | 2:20,398 | 6.       | kiesett | kiesett | kiesett | kiesett | 16.         |

## Sífutás
Férfi
| Versenyző        | Versenyszám | Selejtező | Selejtező | Negyeddöntő | Negyeddöntő | Elődöntő | Elődöntő | Döntő     | Döntő    |
| Versenyző        | Versenyszám | Idő       | Hely.     | Idő         | Hely.       | Idő      | Hely.    | Idő       | Helyezés |
| ---------------- | ----------- | --------- | --------- | ----------- | ----------- | -------- | -------- | --------- | -------- |
| Vytautas Strolia | 15 km       |           |           |             |             |          |          | 45:08,0   | 74.      |
| Vytautas Strolia | 30 km       |           |           |             |             |          |          | 1:20:37,2 | 67.      |
| Vytautas Strolia | Sprint      | 3:55,48   | 70.       | kiesett     | kiesett     | kiesett  | kiesett  | kiesett   | 70.      |

Női
| Versenyző             | Versenyszám | Selejtező | Selejtező | Negyeddöntő | Negyeddöntő | Elődöntő | Elődöntő | Döntő   | Döntő    |
| Versenyző             | Versenyszám | Idő       | Hely.     | Idő         | Hely.       | Idő      | Hely.    | Idő     | Helyezés |
| --------------------- | ----------- | --------- | --------- | ----------- | ----------- | -------- | -------- | ------- | -------- |
| Ingrida Ardišauskaitė | 10 km       |           |           |             |             |          |          | 36:52,1 | 67.      |
| Ingrida Ardišauskaitė | Sprint      | 2:55,24   | 62.       | kiesett     | kiesett     | kiesett  | kiesett  | kiesett | 62.      |